# Załuże (województwo podkarpackie)
Załuże (w latach 1977–1981 Załęże) – wieś w Polsce położona w województwie podkarpackim, w powiecie lubaczowskim, w gminie Lubaczów.
| SIMC    | Nazwa       | Rodzaj    |
| ------- | ----------- | --------- |
| 0606470 | Czarne      | część wsi |
| 0606487 | Moczar Duży | część wsi |
| 0606493 | Moczar Mały | część wsi |

W latach 1975–1998 miejscowość należała administracyjnie do województwa przemyskiego. Miejscowość jest siedzibą rzymskokatolickiej parafii Opieki Matki Bożej.
Zniesienie pańszczyzny w 1848 przez cesarza Ferdynanda I Habsburga mieszkańcy Załuża upamiętnili wzniesieniem we wsi pomnika w kształcie krzyża.